# Port lotniczy Kabala
Port lotniczy Kabala (ang. Kabala Airport, IATA: KBA, ICAO: GFKB) – port lotniczy zlokalizowany w Kabala, w Sierra Leone.